# Ronde van Italië 2021/Dertiende etappe
De dertiende etappe van de Ronde van Italië 2021 werd verreden op 21 mei van Ravenna naar Verona. Het betrof een etappe over 198 kilometer waarin een massasprint onvermijdelijk was. In de slotkilometer probeerde Edoardo Affini nog de sprint te ontlopen, maar Giacomo Nizzolo was de enige die hem nog wist te achterhalen en zijn eerste etappe won in de Ronde van Italië na elf tweedeplaatsen. 
| Ravenna – Verona (198,0 km) |                   |                                    |          |
| Plaats                      | Naam              | Ploeg                              | Tijd     |
| 1                           | Giacomo Nizzolo   | Team Qhubeka-ASSOS                 | 4u42'19" |
| 2                           | Edoardo Affini    | Team Jumbo-Visma                   | z.t.     |
| 3                           | Peter Sagan       | BORA-hansgrohe                     | z.t.     |
| 4                           | Davide Cimolai    | Israel Start-Up Nation             | z.t.     |
| 5                           | Fernando Gaviria  | UAE Team Emirates                  | z.t.     |
| 6                           | Stefano Oldani    | Lotto Soudal                       | z.t.     |
| 7                           | Andrea Pasqualon  | Intermarché-Wanty-Gobert Matériaux | z.t.     |
| 8                           | Max Kanter        | Team DSM                           | z.t.     |
| 9                           | Elia Viviani      | Cofidis                            | z.t.     |
| 10                          | Dylan Groenewegen | Team Jumbo-Visma                   | z.t.     |
|                             |                   |                                    |          |
| 12                          | Lawrence Naesen   | AG2R-Citroën                       | z.t.     |

| Algemeen klassement |                  |                       |           |
| Plaats              | Naam             | Ploeg                 | Tijd      |
| Roze trui           | Egan Bernal      | INEOS Grenadiers      | 53u11'42" |
| 2                   | Aleksandr Vlasov | Astana-Premier Tech   | + 45"     |
| 3                   | Damiano Caruso   | Bahrain-Victorious    | + 1'12"   |
| 4                   | Hugh Carthy      | EF Education-Nippo    | + 1'17"   |
| 5                   | Simon Yates      | Team BikeExchange     | + 1'22"   |
| 6                   | Emanuel Buchmann | BORA-hansgrohe        | + 1'50"   |
| 7                   | Remco Evenepoel  | Deceuninck–Quick-Step | + 2'22"   |
| 8                   | Giulio Ciccone   | Trek-Segafredo        | + 2'24"   |
| 9                   | Tobias Foss      | Team Jumbo-Visma      | + 2'49"   |
| 10                  | Daniel Martínez  | INEOS Grenadiers      | + 3'15"   |
|                     |                  |                       |           |
| 24                  | Koen Bouwman     | Team Jumbo-Visma      | + 13'19"  |

1e etappe ·
2e etappe ·
3e etappe ·
4e etappe ·
5e etappe ·
6e etappe ·
7e etappe ·
8e etappe ·
9e etappe ·
10e etappe ·
11e etappe ·
12e etappe ·
13e etappe ·
14e etappe ·
15e etappe ·
16e etappe ·
17e etappe ·
18e etappe ·
19e etappe ·
20e etappe ·
21e etappe
Startlijst · Eindstanden · Afbeeldingen